# Едвардс (Мисисипи)
Едвардс (енгл. Edwards) град је у америчкој савезној држави Мисисипи.

## Демографија
По попису из 2010. године број становника је 1.034, што је 313 (-23,2%) становника мање него 2000. године.
| Група             | 2000.         | 2010.       |
| Белци             | 272 (20,2%)   | 159 (15,4%) |
| Афроамериканци    | 1.063 (78,9%) | 855 (82,7%) |
| Азијати           | 2 (0,1%)      | 1 (0,1%)    |
| Хиспаноамериканци | 13 (1,0%)     | 9 (0,9%)    |
| Укупно            | 1.347         | 1.034       |